# Power-to-Heat
Unter Power-to-Heat (kurz PtH oder P2H, deutsch etwa: „Elektroenergie zu Wärme“) versteht man die Erzeugung von Wärme unter dem Einsatz von elektrischer Energie. Dies kann sowohl über Elektrokessel als auch über Wärmepumpen erfolgen. PtH ist eine Möglichkeit Stromüberschüsse, die durch die fluktuierende Einspeisung Erneuerbarer Energien entstehen, für die Wärmebereitstellung zu verwenden (Kopplung von Strom- und Wärmesektor), wodurch im Wärmesektor fossile Energieträger und Emissionen eingespart werden können. Power-to-Heat ist damit ein wesentlicher Baustein der Wärmewende. Im Gegensatz zu reinen Elektroheizungen wie z. B. Nachtspeicherheizungen, die den kompletten Heizbedarf decken, sind Power-to-Heat-Anlagen Hybridsysteme, die immer auch über einen herkömmlichen, mit chemischem Brennstoff wie Holz oder Erdgas betriebenen Wärmeerzeuger verfügen. Bei Stromüberschüssen kann somit die Wärmegewinnung aus elektrischer Energie erfolgen, ansonsten kommt das konventionelle Heizsystem zum Einsatz. Zur Erhöhung der Flexibilität sind Power-to-Heat-Anlagen häufig mit Wärmespeichern gekoppelt. Die Einspeisung erfolgt zumeist in Nah- bzw. Fernwärmenetze, Power-to-Heat-Anlagen können aber auch einzelne Gebäude oder große Industrieanlagen mit Wärme versorgen.

## Betrieb

### Einsatzprofil
Power-to-Heat ist eine Power-to-X-Technologie, die im Zuge der laufenden Transformation der Energieversorgungsstrukturen im Rahmen von Energiemarktliberalisierung und der Energiewende durch Sektorenkopplung eine bessere Integration von Erneuerbaren Energien in ein Intelligentes Stromnetz ermöglichen sollen. Steht bei starker Einspeisung variabler regenerativer Energien (insbesondere Windenergie und Photovoltaik) einer hohen Stromproduktion nur eine geringe Stromnachfrage gegenüber, soll mittels Power-to-Heat-Anlagen aus elektrischem Strom Wärme gewonnen werden. Dadurch sollen Abregelungen von regenerativen Erzeugern vermieden bzw. reduziert werden. Die auf diese Weise gewonnene Wärme kann zum Beispiel für Heizungsanlagen und Warmwasserbereitung verwendet werden und ersetzt dort durch Virtuelle Energiespeicherung wiederum fossile Energieträger wie Erdgas und Erdöl. Auf diese Weise kommt es zu einer Brennstoffeinsparung an fossilen Energieträgern und damit ebenfalls zu einer Einsparung von Treibhausgas- und Schadstoffemissionen.
Die Wärme kann auf direktem Weg mittels Widerstands-Heisswasserkessel und/oder in Elektroden-Heisswasserkesseln erzeugt werden. Diese Anwendung findet ihren Einsatz z. B. in Fernwärmenetzen für die Versorgung von Heizungsanlagen und Warmwasserbereitung oder zur Speisung von Fernwärmespeichern. Ebenfalls möglich ist ein Einsatz von Wärmepumpen an Stelle der direkten Wärmeerzeugung aus Strom. Wärmepumpen weisen gegenüber Heizstäben und Elektrodenkesseln eine höhere Energieeffizienz auf, sodass für die gleiche Heizenergie weniger Strom benötigt wird. Die auf diese Weise eingesparte elektrische Energie steht somit für weitere Zwecke zur Verfügung. Sowohl Elektrodenkessel als auch Wärmepumpen sind ausgereifte Technologien, die am Markt zur Verfügung stehen. Allerdings unterscheiden sich die Einsatzprofile deutlich: Während Elektrodenkessel besonders flexibel betrieben werden können, sind Wärmepumpen eher als Grundlasttechnologie geeignet, da sie hohe Investitionskosten, aber niedrige Betriebskosten haben.
PtH in Form von Heizstäben bzw. Elektrodenkesseln ist eine Technik mit niedrigen Investitionskosten (100 €/kW) und eignet sich daher sehr gut für die Aufnahme hoher Leistungsspitzen, die nur selten im Jahr auftreten. Das Potential für PtH-Anlagen ist sehr groß: Theoretisch sind in Deutschland 200 GW im Winter und 50 GW im Sommer realisierbar. In der Praxis sollten hingegen klassische PtH-Anlagen, die auf dem Widerstandsprinzip basieren, nur als Ergänzung zu den deutlich effizienteren Wärmepumpenheizungen eingesetzt werden.
Energiewirtschaftlich sinnvoll ist der Einsatz von Power-to-Heat-Anlagen nur bei Verfügbarkeit von Strom aus regenerativen Quellen, der andernfalls abgeregelt werden müsste, da elektrischer Strom gegenüber Wärmeenergie eine qualitativ deutlich höherwertige Energieform darstellt und deshalb üblicherweise einen weitaus höheren Wert hat. Finanziell lohnt sich die Umwandlung in Wärme deshalb nur bei sehr niedrigen Börsenstrompreisen. Darüber hinaus ist die Wärmeproduktion aus Strom aus ökologischen Gründen immer dann kontraproduktiv, wenn zugleich noch fossile Kraftwerke Strom liefern, da die Verstromung in einem Kraftwerk (mit anschließender Wärmegewinnung aus der elektrischen Energie) einen viel geringeren Wirkungsgrad aufweist als die direkte Wärmeerzeugung mittels fossiler Energieträger. Wird hingegen aus (nahezu emissionsfreiem) Wind- oder Solarstrom Wärme gewonnen und damit im Gegenzug die Verbrennung fossiler Energieträger vermieden, ergibt sich eine Emissionsminderung.
Daneben kann der verstärkte Einsatz von Power-to-Heat günstig negative Regelleistung bereitstellen und somit den Bedarf an fossilen Must-Run-Kapazitäten ersetzen. Diese Must-Run-Kapazitäten ergeben sich aus der bisher von konventionellen Kraftwerken übernommenen Funktion, notwendige Systemdienstleistungen und negative Regelleistung bereitzustellen und hängen unter anderem von der im Stromnetz bereitzustellenden Regelleistung sowie der technisch fahrbaren Minimalleistung eines konventionellen Kraftwerkes ab. Soll beispielsweise ein Kraftwerk mit 500 MW Nennleistung und 40 % technisch fahrbarer Minimallast 50 MW negative Regelleistung bereitstellen, dann ergibt sich eine Must-Run-Kapazität von mindestens 250 MW. Stehen hingegen alternativ PtH-Anlagen zur Verfügung, die anstelle des fossilen Kraftwerkes für negative Regelleistung sorgen können, entfällt der Bedarf an Must-Run-Kapazität und das Kraftwerk kann in Zeiten hoher erneuerbarer Erzeugung vollständig abgeschaltet werden. Durch schnelles Abschalten von PtH-Anlagen können PtH-Anlagen aber ebenso kurzfristig positive Regelleistung bereitstellen. Günstig ist zudem die Kopplung mit in Kraft-Wärme-Kopplung betriebenen Anlagen wie Blockheizkraftwerke, die im Falle einer geringen regenerativen Energieerzeugung hochfahren können und ihre Wärme in ein gemeinsam mit der PtH-Anlage genutzten Wärmespeicher einspeisen.
Mit Stand 2015 wurde der Einsatz von PtH-Anlagen in Deutschland aber durch die regulatorischen Rahmenbedingungen behindert. So zog Dominik Eller das Fazit, dass Power-to-Heat-Anlagen bereits zu diesem Zeitpunkt in Netzengpassregionen sinnvoll Stromüberschüsse nutzen könnten. Dies werde aber durch die damalige Gesetzgebung verhindert, da auf den bezogene Strom die volle Abgabenlast an Steuern, Abgaben und Netzentgelte fällig werde, was den Einsatz unwirtschaftliche mache. Eller empfahl daher die Befreiung von Abgaben und Netzentgelten, um es Elektrokesseln zu ermöglichen Systemdienstleistungen zu erbringen und auf diese Weise das Stromnetz zu entlasten. Hingegen sei die Erbringung von negativer Sekundärregelleistung bereits 2015 eine „wirtschaftlich äußerst attraktive Einsatzmöglichkeit“ von Elektrokesseln gewesen, die statische Amortisationszeiten von unter drei Jahren ermögliche.

### Vergleich mit Power-to-Gas
Technisch fungiert Power-to-Heat als sog. „virtueller Speicher“, weshalb es mit Speichertechnologien wie z. B. Power-to-Gas verglichen werden kann. Da der Wirkungsgrad bei der Umwandlung von Strom in Wärme bei Power-to-Heat nahezu 100 % beträgt, ergeben sich deutliche Vorteile gegenüber einer Speicherung mit Hilfe eines Power-to-Gas-Ansatzes. Durch Einsatz von Power-to-Heat im Wärmesektor ersetzt Strom fossile Brennstoffe im Verhältnis 1:1, während bei der Herstellung von Methan mit Hilfe des Power-to-Gas-Prozesses größere Verluste auftreten und damit nur ein Teil der ursprünglich vorhandenen elektrischen Energie genutzt werden kann. Im Wärmesektor wird also durch Power-to-Heat wesentlich mehr Erdgas eingespart als durch Power-to-Gas erzeugt werden kann. Das so eingesparte Erdgas kann wiederum vollständig für andere Zwecke eingesetzt werden; damit liegt der Gesamtwirkungsgrad von Power-to-Heat deutlich höher als bei Power-to-Gas.
Neben Heizwiderständen kommen für Power-to-Heat-Anlagen auch Wärmepumpen in Frage, die jedoch höhere Investitionskosten erfordern. Aufgrund ihrer großen Effizienzvorteile gegenüber der direkten Wärmeerzeugung in Widerstandsheizungen ist der Einsatz von Wärmepumpen dennoch zu bevorzugen. So hat die Nutzung zukünftiger Ökostromüberschüsse zum Betrieb von Wärmepumpen von allen Power-to-X-Konzepten den größten Umweltnutzen in Bezug auf Treibhausgasreduktion und Einsparung fossiler Energieträger. Während bei Einsatz von Power-to-Gas-Anlagen von einer kWh elektrischer Energie nur 0,24 bis 0,84 kWh als nutzbare Wärmeenergie übrig bleiben (abhängig von der jeweiligen Weiternutzung des Gases und einer ggf. vorhandenen Abwärmenutzung) machen Wärmepumpen mit der gleichen Energiemenge zwischen 3 und 4,5 kWh Heizenergie verfügbar. Damit liegt die Energieeffizienz von Wärmepumpen bei dem 4- bis 19-fachen von Power-to-Gas-Anlagen. Auch wenn die mit Wärmepumpen gewonnene Wärme saisonal gespeichert wird und damit gewisse Speicherverluste auftreten, ist dieser Weg weiterhin bei weitem effizienter als die Produktion von synthetischem Methan.
Da mit Power-to-Heat-Anlagen Brennstoffe zwar ersetzt, jedoch nicht erzeugt werden können, müssen diese langfristig betrachtet gegen Ende der Energiewende durch Power-to-Gas-Anlagen ergänzt werden, die die Herstellung von Brennstoffen (und ggf. eine anschließende Rückverstromung) erlauben. Notwendig ist diese Rückverstromung jedoch erst bei sehr hohen Anteilen der Erneuerbaren Energien am Strommix, um eine saisonale Speicherung zu ermöglichen. Solche saisonalen Langfristspeicher, die praktisch nur auf Basis der Power-to-Gas-Technologie basieren können, werden ab einem Solar- und Windstrom-Anteil von etwa 80 % notwendig. Es gibt auch Szenarien, die komplett ohne Rückverstromung von synthetisch hergestellten Brennstoffen wie Wasserstoff oder Methan auskommen. In diesen Modellen werden synthetisch hergestellte Brennstoffe ausschließlich für das Verkehrswesen (v. a. Langstreckenschiffstransport, Flugwesen) sowie als Rohstoffe für industrielle Anwendungen benötigt.

## Geplante und realisierte großtechnische Power-to-Heat-Anlagen (Auswahl)

### Dänemark
Die größte Erfahrung mit Power-to-Heat-Anlagen hat Dänemark. Die dortige Energiewende begann bereits 1979 mit dem Wärmeversorgungsgesetz. Dieses verpflichtet die Kommunen, Vorranggebiete für Nah- und Fernwärmeleistungen festzulegen. Öl- und Gasheizungen wurden für Neubauten bereits 2013 verboten. Seit 2016 ist auch der Austausch fossiler Kessel durch neue fossile Kessel verboten. Stand 2021 werden 63 % der dänischen Haushalte mit Fernwärme versorgt, in Kopenhagen sogar bis zu 98 %. Auch die Stromwende ist mit Windstromanteilen von ca. 42,1 % im Jahr 2015 bereits weiter fortgeschritten als in Deutschland.
Überschüssiger Windstrom wird zur Wärmeerzeugung in Fernwärmenetzen genutzt. In Dänemark begann der Bau von PtH-Anlagen bereits Mitte der 2000er Jahre. Bis Ende 2014 wurden rund 350 MW installiert, darunter Wärmepumpen mit einer thermischen Leistung von ca. 30 MW. Für Ende 2015 wurde ein Anstieg auf 44 Anlagen mit rund 450 MW angestrebt.

### Deutschland

#### In Betrieb
In Deutschland sind inzwischen viele Anlagen mit Elektrodenkesseln und Widerstandskesseln realisiert worden. Nachfolgend einige bekannte Projekte:
- Enerstorage GmbH, 2 × 10 MW[20]
- Stadtwerke Flensburg, 1 × 30 MW
- Stadtwerke Lemgo, 1 × 5 MW[21]
- E.ON KW Shamrock, 3 × 20 MW
- Stadtwerke Schwerin, 3 × 5 MW[22][23]
- ENRO Ludwigsfelde
- Stadtwerke Tübingen, 1 × 5 MW
- KW Philippsburg, 1 × 5 MW
- Energieversorgung Offenbach, 2 × 5 MW
- VVS Saarbrücken, 1 × 10 MW
- Stadtwerke München, 4 × 2,5 MW
- ENBW Stuttgart
- Heizkraftwerk Altbach/Deizisau, 2 × 50 MW
- Stadtwerke Forst, 1 × 0,55 MW
- Technische Werke Ludwigshafen, 2 × 5 MW
- Heizkraftwerk GmbH Mainz, 2 × 5 MW
- BioEnergie Taufkirchen, 1 × 5,5 MW
- FHW Neukölln, 4 × 2,5 MW
- Stadtwerke Jena, 1 × 4 MW
- Stadtwerke Dessau, 1 × 5 MW
- Stadtwerke Kiel, 1 × 30 MW
- Stadtwerke Augsburg, 1 × 10 MW
- BTB Berlin, 2 × 3 MW
- Stadtwerke Münster, 22 MW[24]
- Erdwärme Grünwald, 2 MW[25]
- Stadtwerke Neumünster, 20 MW
- Südzucker, Standort Zeitz, 1 × 10 MW
- Potsdam EW, 2 × 10 MW
- MHKW Salzwedel Elektrodenkessel 1 × 6 MW
- DVV Dessau (Planung) 1 × 5 MW
- Kraftwerk Zolling, 1 × 35 MW
- N-Ergie Nürnberg, Elektrodenkessel 2 × 25 MW
- Vattenfall Hamburg Karolinenviertel 1 × 45 MW
- Vattenfall, Heizkraftwerk Reuter, 120 MW[26]
- Gemeinde Fuchstal, 4,7 MW[27]
- Drewag, Heizkraftwerk Nossener Brücke, 40 MW[28]
- Heizkraftwerk Wedel mit Wärme Hamburg GmbH & 50Hertz, 80 MW[29]
- Stadtwerke Rostock & 50Hertz, 20 MW[30][31]
- Stadtwerke Neubrandenburg & 50Hertz, 3 × 10 MW[32][33]
- Stadtwerke Halle & 50Hertz, 45 MW[34][35]
- SWS Energie GmbH & 50Hertz, 40 MW[36]
- Stadtwerke Leipzig 10 MW[37]

#### In Planung bzw. im Bau
- EW Potsdam 1 × 20 MW

### Niederlande
- Vattenfall, Amsterdam, 150 MW, Baubeginn Anfang 2023, Inbetriebnahme 2025[38]

### Österreich
- Elektroheizer Leopoldau (Wien), Elektrodenkessel, 2 × 10 MW, 2017[39]
- KW Riedersbach (Oberösterreich), Widerstandskessel, 2 × 4 MW
- Salzburg AG, Salzburg, 20 kV Elektrodenkessel mit 15 MW[40]
- Müllverbrennungsanlage Spittelau (Wien), Elektrodenkessel, 2 × 5 MW, 2022[41]
- Hall AG, Hall in Tirol, Elektrodenkessel 1 × 20 MW, 1.400 m³ Speicher, bei Biomasse-Heizkraftwerk mit 27 MW (Betrieb ab Ende 2022/Frühjahr 2023 angekündigt)[42][43]
- Kraftwerk Theiß (Niederösterreich), Elektroerhitzer 5 MW[44], thermischer Speicher 1650 MWh[45]

### Schweiz
- Stadtwerke Thun 1 × 20 MW ab 2023[46]
- Fernwärmenetz Regio Energie Solothurn ab 2018[47]

### Slowakei
- Stadtwerke Kosice  1 × 8 MW, betrieben von Auxilien, a.s.
- Stadtwerke Zvolen  1 × 2,5 MW, betrieben von Auxilien, a.s.

### Tschechische Republik
- Kraftwerk Kladno 1 × 14 MW, betrieben von Auxilien, a.s.
- Pribram Stadtwerke  1 × 12 MW, betrieben von Auxilien, a.s.
- Kraftwerk Tusimice 1 × 7 MW